# Ioannis Kourempeles
Ioannis Kourempeles (Ιωάννης Κουρεμπελές; * 28. März 1965) ist ein griechischer orthodoxer Theologe und Hochschullehrer an der Aristoteles-Universität Thessaloniki.

## Leben
Nach dem Besuch der Grundschule in Athen, Korinth und Langadas (1970–1976) und des Gymnasiums in Kavala studierte Ioannis Kourempeles ab 1984 an der Theologischen Fakultät der Aristoteles-Universität in Thessaloniki. Er schloss das Studium im Juni 1988 mit dem Diplom im Fach Theologie ab und leistete bis 1989 seinen Wehrdienst. 
Anschließend absolvierte Kourempeles ein postgraduales Studium in den Fächern Patristik,
Kirchengeschichte und systematische Theologie, von 1990 bis 1995 als Stipendiat der Evangelischen Kirche in Deutschland (ΕKD), und zwar zunächst am Stipendiatenkolleg der EKD an der Universität Erlangen, ab 1991 bis 1995 als Doktorand an der Ruprecht-Karls-Universität Heidelberg. Er wurde wissenschaftlich betreut von Adolf Martin Ritter und am 11. Juni 1998 von der Aristoteles-Universität in Thessaloniki mit einer Dissertation über „Die Christologie von Romanos Melodos (Ῥωμανὸς [ὁ] Μελωδός) und ihre soteriologische Bedeutung“ zum Dr. theol. promoviert. 
1998 erhielt er eine Anstellung als Professor im Kirchlichen Lyzeum in Florina,
Kilkis und Neapoli (Thessaloniki), ab November 2001 lehrte er als 
Lektor an der Theologischen Fakultät der Universität Thessaloniki, ab 2011 als Assistenz-Professor. Am 29. Mai 2015 erhielt er an der Fakultät einen Lehrstuhl als Professor für Dogmatische und symbolische Theologie.
In den Jahren von 2010 bis 2021 nahm er Gastprofessuren in München, Bern und Kinshasa wahr. Er nimmt regelmäßig an internationalen und interkonfessionellen Seminaren, Kongressen und Symposien teil, häufig als Mitorganisator und Referent, so in Deutschland, der Schweiz, Österreich und Ungarn.

## Ehrungen
Im Jahr 2016 wurde Ioannis Kourempeles als erstem orthodoxen Preisträger der Joseph-Ratzinger-Preis der Fondazione Vaticana Joseph Ratzinger – Benedetto XVI verliehen.

## Mitgliedschaften
- Interkonfessioneller Theologischer Arbeitskreis (ITA) (Carl von Ossietzky Universität Oldenburg)
- Verein für Makedonische Studien (Thessaloniki)

## Veröffentlichungen
- Neuchalkedonismus und orthodoxe Terminologie. In: Orthodoxes Forum 12 (1998), S. 187–214.
- Die Theologie des Hymnus Akathistos und seine ökumenische Bedeutung. In: Peter Leander Hofrichter (Hrsg.): Auf der Suche nach der Seele Europas - Marienfrömmigkeit in Ost und West. Tyrolia Verlag, Innsbruck / Wien 2007, S. 67–99.
- Δῶσ’ μου λόγο, Λόγε· Μελέτες λόγῳ Θεολογίας (Gib mir Wort, du Wort Gottes. Worte um des theologischen Wortes willen). Kyriakidis Verlag, Thessaloniki 2013.
- Orthodoxy and Orthology in the Context of Religionism. In: International journal of Orthodox theology 4 (2013), S. 18–31.